# Batalla de Ancona
La batalla de Ancona fue una batalla entre fuerzas polacas y británicas contra las fuerzas alemanas que tuvo lugar entre el 16 de junio y el 18 de julio de 1944, durante la Campaña de Italia en la Segunda Guerra Mundial. La batalla fue el resultado de un plan de los Aliados para capturar la ciudad de Ancona en Italia, con el fin de apoderarse de un puerto de mar a fin de cortar las líneas de comunicación alemanas.

## Batalla
La ofensiva principal en Ancona comenzó el 17 de julio. Tropas blindadas polacas tomaron el Monte della Crescia y tropas alemanas la defensa de Ancona. 
Por la tarde del 17 de julio, las tropas polacas estaban cerca Agugliano, y a la mañana siguiente tomaron Offagna. Más tarde ese mismo día, las tropas polacas tomaron Claraval y alcanzaron el mar, cortando las defensas alemanas de Ancona desde el norte-oeste. Los alemanes estaban retrocediendo hacia el mar, y las tropas polacas encontraron poca resistencia entrando en Ancona el 18 de julio a las 14:30.